# Batán Grande
 (juin 2019).
Si vous disposez d'ouvrages ou d'articles de référence ou si vous connaissez des sites web de qualité traitant du thème abordé ici, merci de compléter l'article en donnant les références utiles à sa vérifiabilité et en les liant à la section « Notes et références ».
Le site archéologique de Batán Grande (aussi appelé Sicán) est un complexe archéologique considéré comme le plus important de la culture Lambayeque, qui date du VIIIe siècle au XIIe siècle. Il est situé à Ferreñafe, à 41 km au nord de Chiclayo, dans le département de Lambayeque, sur la côte nord du Pérou. Il est inscrit dans le sanctuaire historique Bosque de Pómac.

## Description
Le site compte une vingtaine de pyramides tronquées ou huacas, dont certaines atteignent des hauteurs de plus de 30 mètres. Toutes ont été construites à base d'adobe, probablement entre le VIIIe siècle et le XIIe siècle de notre ère. Batán Grande est un site qui a été intensément pillé par les huaqueros depuis l'époque coloniale. Initialement situé sur les terres de l'hacienda "Batán Grande" de la famille Aurich, les premiers travaux archéologiques n'ont pu être engagés qu'après la réforme agraire de 1969. Le projet de recherche le plus significatif a été mené par l'archéologue japonais Izumi Shimada à partir de 1978. En 1991 et 1992, Izumi Shimada met au jour la tombe d'un haut dignitaire lambayeque, qui contient une quantité impressionnante de pièces d'orfèvrerie. À l'instar du Seigneur de Sipán, dont la tombe a été découverte quelques années plus tôt, en 1987, Shimada baptise le personnage du nom de Seigneur de Sicán. Cette découverte, et celles qui ont suivi, ont donné lieu à la création d'un musée, le Museo Nacional Sicán, à Ferreñafe.

## Histoire
Batán Grande était le centre religieux, administratif et économique de la culture lambayeque pendant la période du Sicán moyen (environ 900 à 1100 après J.C.). Ce n'était pas une ville au sens occidental du terme, car peu de gens y vivaient. Les artisans et les paysans résidaient dans les environs. Mais c'était probablement le plus grand centre de production d'or et d'argent du Pérou antique. À tel point qu'on estime que près de 90% des objets en or du Pérou préhispanique actuellement détenus dans des collections publiques et privées proviennent de la région de Lambayeque et en particulier de Batán Grande. L'une des caractéristiques de l'art lambayeque est la présence récurrente d'une divinité ailée, identifiée au mythique Naylamp mentionné dans une des chroniques de Miguel Cabello Valboa en 1586. 
L'analyse archéologique des vestiges montre que les principales constructions de Batán Grande ont été incendiées entre 1050 et 1100 après J.C. Apparemment, cela s'est produit après une longue période de sécheresse d'une trentaine d'années, qui a affaibli le pouvoir des seigneurs ou des rois-prêtres, pouvoir qui était basé principalement sur leur capacité à assurer la production agricole. Lorsque ce pouvoir s'est effondré, le peuple a dû se dresser contre l'élite, détruisant les temples et les palais, avant de migrer vers d'autres lieux. C'est à cette époque qu'une nouvelle capitale a été construite à Túcume.